# DSA-270
La DSA-270 es una carretera perteneciente a la Red Primaria de la Diputación Provincial de Salamanca que une las carreteras  DSA-260  y  SA-225 .

## Origen y destino
La carretera  DSA-270  tiene su origen en La Alberca en la intersección con la carretera  DSA-260  y termina en la intersección con la carretera  SA-225  en Sotoserrano formando parte de la Red de carreteras de Salamanca.